# Neopsylla hissarica
Neopsylla hissarica är en loppart som beskrevs av Ioff et Sosnina 1950. Neopsylla hissarica ingår i släktet Neopsylla och familjen mullvadsloppor. Inga underarter finns listade i Catalogue of Life.